# Devět lyriků
Devět lyriků je označení kánonu nejlepších starořeckých básníků, který vznikl v helénské éře, v Alexandrii. Pojem lyrik ke kánonu ovšem přiřadila latinská tradice a je mírně matoucí. Staří Řekové dělili poezii podle hudebních nástrojů, které ji doprovázely. Alexandrijský kánon hovoří o melických básnících, což se sice tradičně překládá jako lyričtí, ale do této kategorie nespadají básníci, kteří byli doprovázeni na flétnu, a kteří by dnes za lyriky byli taktéž považováni.

## Seznam básníků
- Alkmán
- Sapfó
- Alkaios z Mytiléné
- Anakreón
- Stésichoros z Himery
- Ibykos
- Simónidés z Keu
- Bakchylidés
- Pindaros